# Hippodamia oregonensis
Hippodamia oregonensis är en skalbaggsart som beskrevs av George Robert Crotch 1873. Hippodamia oregonensis ingår i släktet Hippodamia och familjen nyckelpigor. Inga underarter finns listade i Catalogue of Life.